# Bik
Bik (en rus: Бык) és un poble de l'óblast de Saràtov, a Rússia, segons el cens del 2010 tenia 160 habitants. Pertany al districte municipal de Romànovka.